# Gesellschaft zum Distelzwang

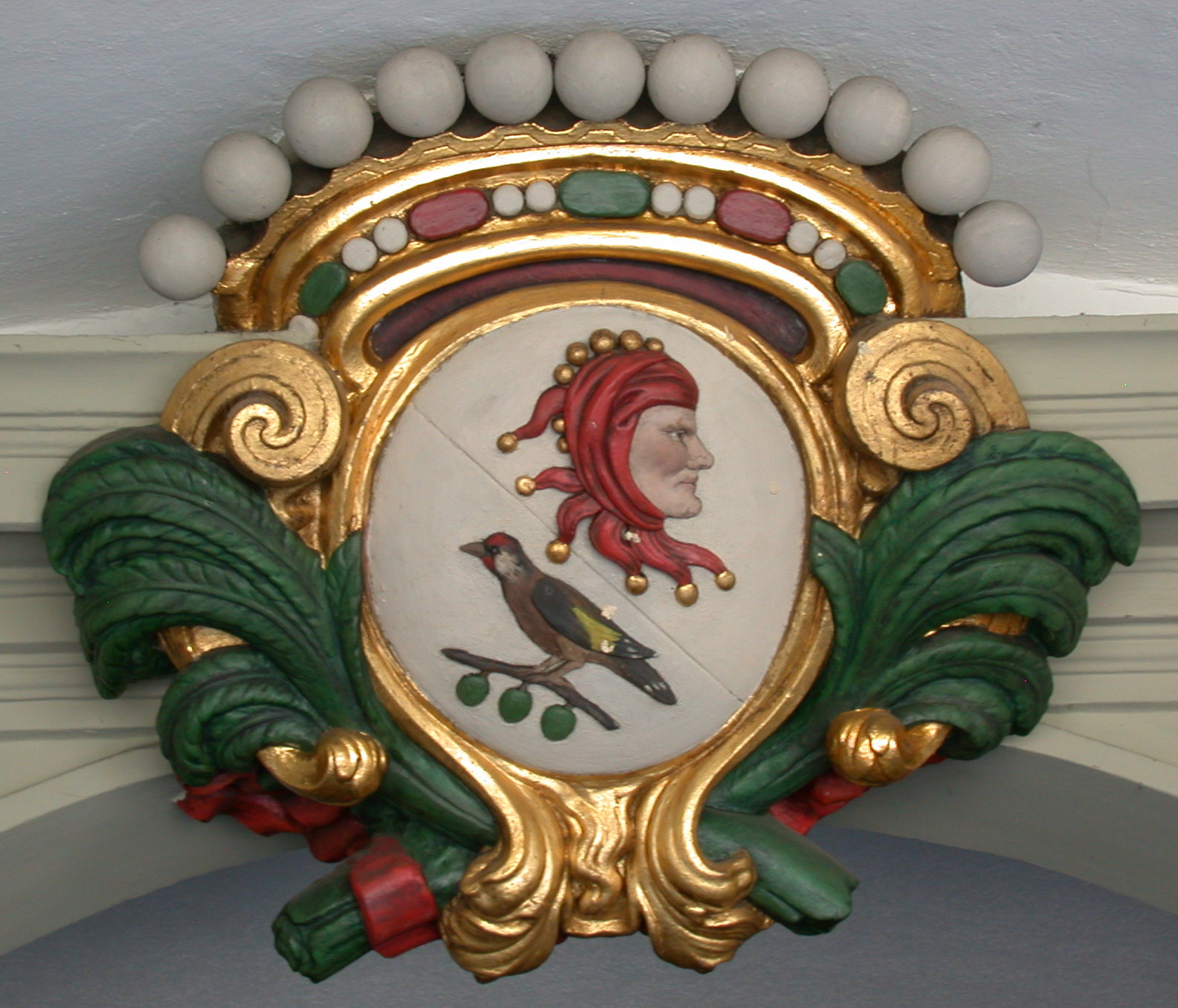
Wappen der Gesellschaft zum Distelzwang am Gesellschaftshaus in Bern.

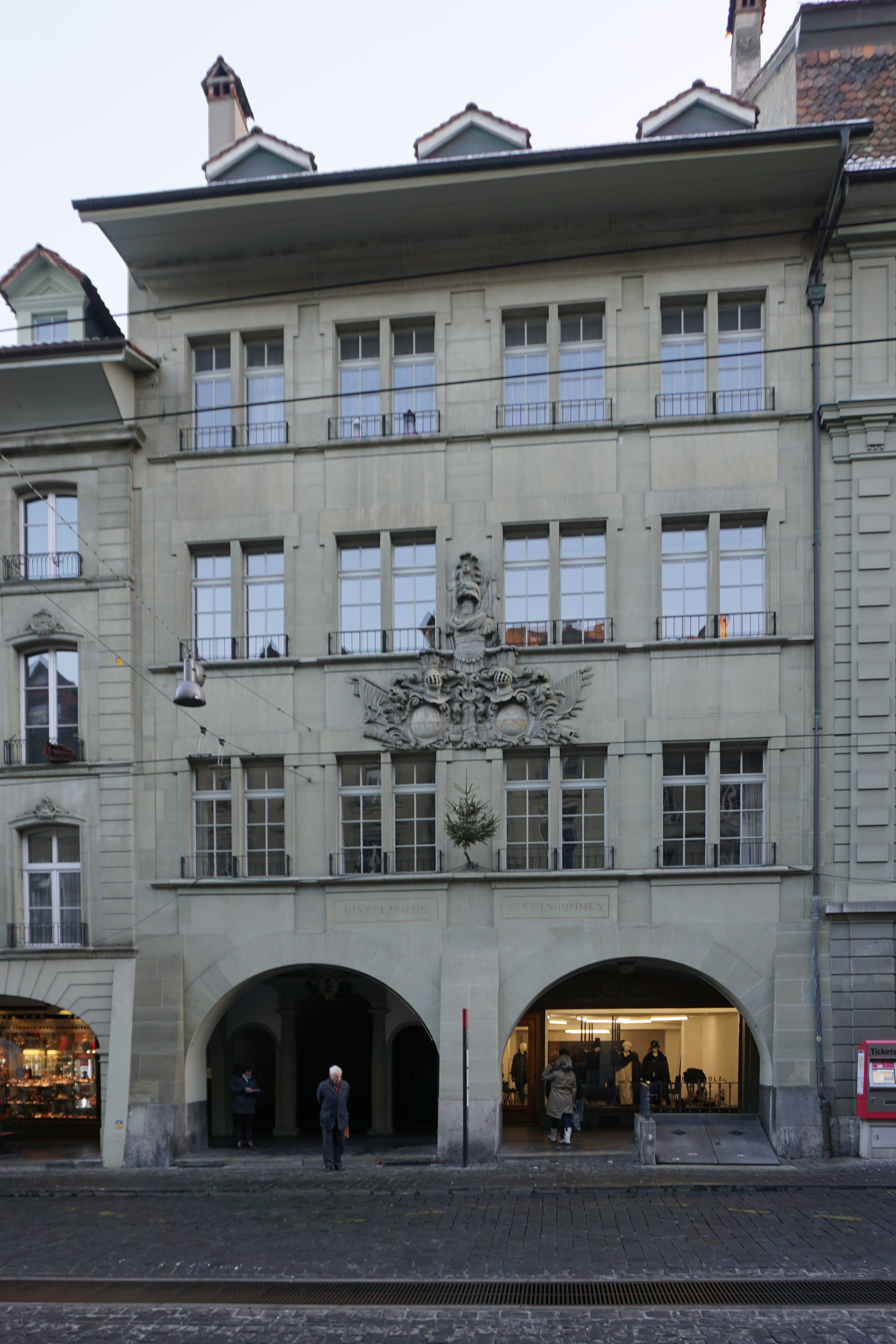
Gesellschaftshaus zum Distelzwang, erbaut 1701 durch Samuel Jenner, Gerechtigkeitsgasse 79 in Bern

Die Gesellschaft zum Distelzwang ist eine der 13 Gesellschaften und Zünfte in der Stadt Bern und durch die Verfassung des Kantons Bern garantierte öffentlich-rechtliche Körperschaft. Sie ist eine burgerliche Korporation im Sinn der bernischen Gemeindegesetzgebung und untersteht der Aufsicht der kantonalen Behörden. Als Personalkörperschaft hat sie kein eigenes Territorium und ist steuerpflichtig. Sie umfasst alle Burgerinnen und Burger von Bern, die das Gesellschaftsrecht zum Distelzwang besitzen. Zurzeit umfasst die Gesellschaft zum Distelzwang ungefähr 500 Mitglieder.

## Wappen
Das Doppelwappen und der früher gebräuchliche Name Adeliche Gesellschaft zum Narren und zum Distelzwang machen deutlich, dass die Gesellschaft aus dem Zusammenschluss der beiden Adelsstuben zum Narren und zum Distelzwang entstand. Der Hofnarr ist ein mittelalterliches Adelssymbol und der Distelfink steht für die Passion Christi. Patriziergesellschaften nahmen im Reich meist satirische oder Phantasiesymbole an. Die bernische Gesellschaft zum Narren wird urkundlich erstmals 1392 erwähnt. Als Adelsstube nahm Distelzwang immer den ersten Platz ein unter den bernischen Gesellschaften. Ihre Angehörigen hatten das Privileg, noch einer zweiten Gesellschaft angehören zu dürfen. Das Stubenrecht bei einer der vier Vennergesellschaften war für die Ämterlaufbahn unerlässlich.
Der erste erhaltene Stubenrodel (1454) belegt, dass sich die Stubengesellen aus dem umliegenden Landadel, mit Bern verburgrechtetem Hochadel und verburgrechteten Geistlichen sowie hohen städtischen Beamten (Schultheissen, Seckelmeister, Stadtschreiber) zusammensetzten. Bis 1798 besassen 29 Berner Schultheissen das Stubenrecht auf Distelzwang. In der Zeit der Abschliessung der regierenden Kreise sank die Zahl der Stubengesellen wegen des Aussterbens von Geschlechtern bis auf rund ein Dutzend ab. Im 19. Jahrhundert setzte eine liberalere Aufnahmepraxis ein, so dass die Gesellschaft heute rund 400 Angehörige zählt.

## Personen
Nicht abschliessende Liste mit Angehörigen der Gesellschaft zum Distelzwang, über welche ein deutschsprachiger Wikipedia-Artikel existiert.
- Peter Kistler, Schultheiss von Bern
- Adrian I. von Bubenberg, Schultheiss von Bern
- Niklaus von Diesbach, Schultheiss von Bern
- Thüring Fricker, Stadtschreiber
- Hans von Hallwyl († 1504), Heerführer
- Peter von Molsheim, Geistlicher
- Diebold Schilling der Ältere, Chronist
- Bendicht Tschachtlan, Chronist
- Matthäus Schiner, Bischof von Sitten, Kardinal
- Hieronymus von Erlach, Schultheiss von Bern
- Albrecht Friedrich von Erlach, Schultheiss von Bern
- Wolfgang-Charles de Gingins, Welschseckelmeister
- Karl Viktor von Bonstetten, Aufklärer
- Karl Ludwig von Erlach, General
- Friedrich Ludwig Effinger, Stadtpräsident von Bern
- Rudolf Emanuel Effinger, Offizier, Politiker und Agronom
- Hans von Hallwyl (1835–1909), Politiker
- Walther von Bonstetten, Pfadfinderpionier
- Friedrich Traugott Wahlen, Bundesrat
- Gottfried Locher (* 1966), Theologe